# Vioménil
Vioménil ist eine französische Gemeinde mit 153 Einwohnern (1. Januar 2022) im Département Vosges in der Region Grand Est. Sie gehört zum Arrondissement Neufchâteau und zum Kanton Le Val-d’Ajol. Die Bewohner werden Viamanciliens und Viamanciliennes genannt.

## Geografie

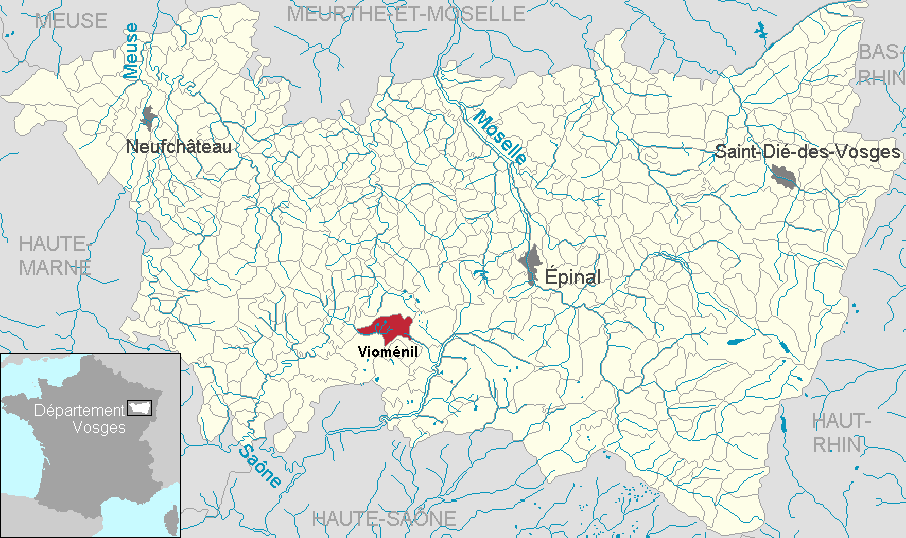
Lage der Gemeinde Vioménil im Département Vosges

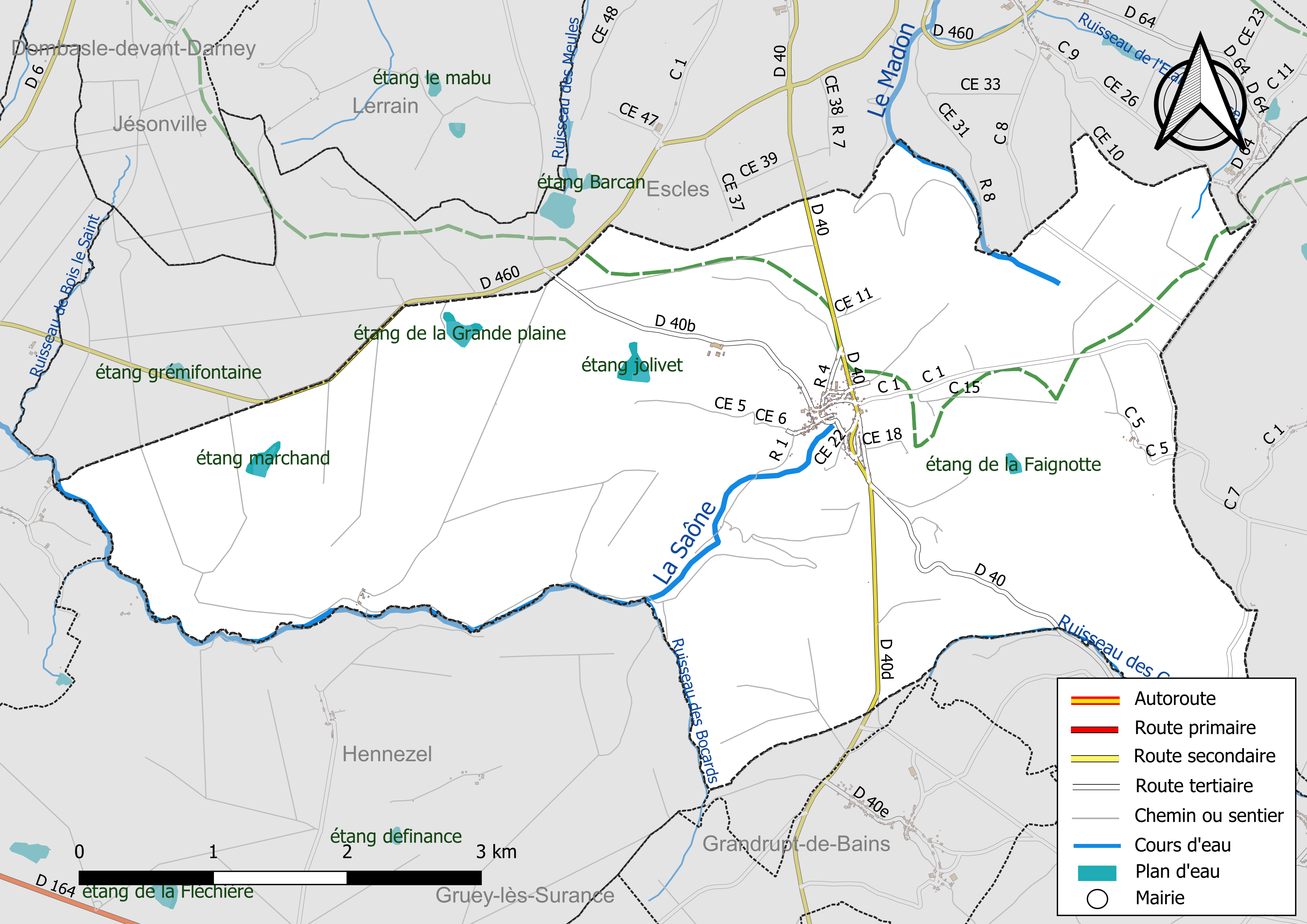
Gewässer und Verkehrswege der Gemeinde

Vioménil liegt etwa 21 Kilometer südöstlich von Vittel und etwa 22 Kilometer südwestlich von Épinal in dem am höchsten gelegenen Teil des Plateaus der Vôge, des hinsichtlich der Besiedlung ältesten Teils der Vogesen. Der Ménamont (467 m) ist eine der höchsten Erhebungen des Höhenzugs Monts Faucilles. An seinem Fuß entspringen die Saône und der Madon. Die Gemeinde liegt somit auf der großen europäischen Hauptwasserscheide. Fast drei Viertel der Fläche der Gemeinde sind mit Wald bedeckt.
Das Gebiet der Gemeinde liegt im nördlichen Teil im Einzugsgebiet des Rheins, im südlichen Teil im Einzugsgebiet der Rhone und wird neben der Saône und dem Madon vom Ruisseau des Cailloux, vom Ruisseau de l’Etang Roussel und vom Ruisseau des Bocards entwässert.
Nachbargemeinden von Vioménil sind Escles im Norden, Charmois-l’Orgueilleux im Osten, La Haye im Süden, Hennezel im Südwesten sowie Belrupt im Westen.

## Geschichte
- Für die Römer war Viamansalis ein Durchgangsort auf dem Weg durch das Tal der Saône.
- Im 16. Jahrhundert kamen Glasmacher aus Böhmen und bauten verschiedene Waldglashütten, deren Felshöhlen heute noch erhalten sind.

### Bevölkerungsentwicklung
| 1962 | 1968 | 1975 | 1982 | 1990 | 1999 | 2007 | 2013 | 2020 |
| 166  | 200  | 157  | 136  | 172  | 158  | 143  | 145  | 154  |

## Sehenswürdigkeiten

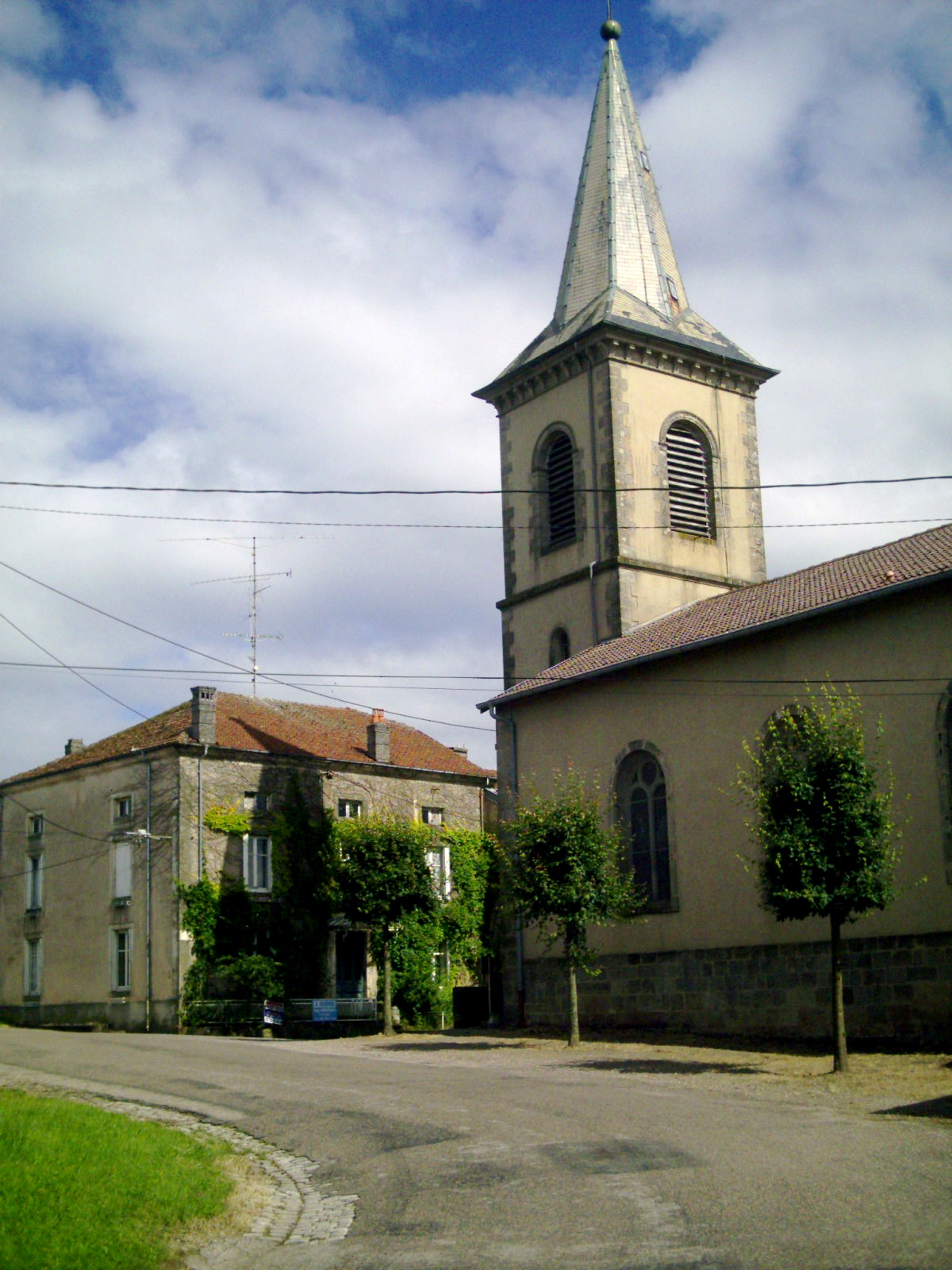
Kirche Saint-Barthélemy
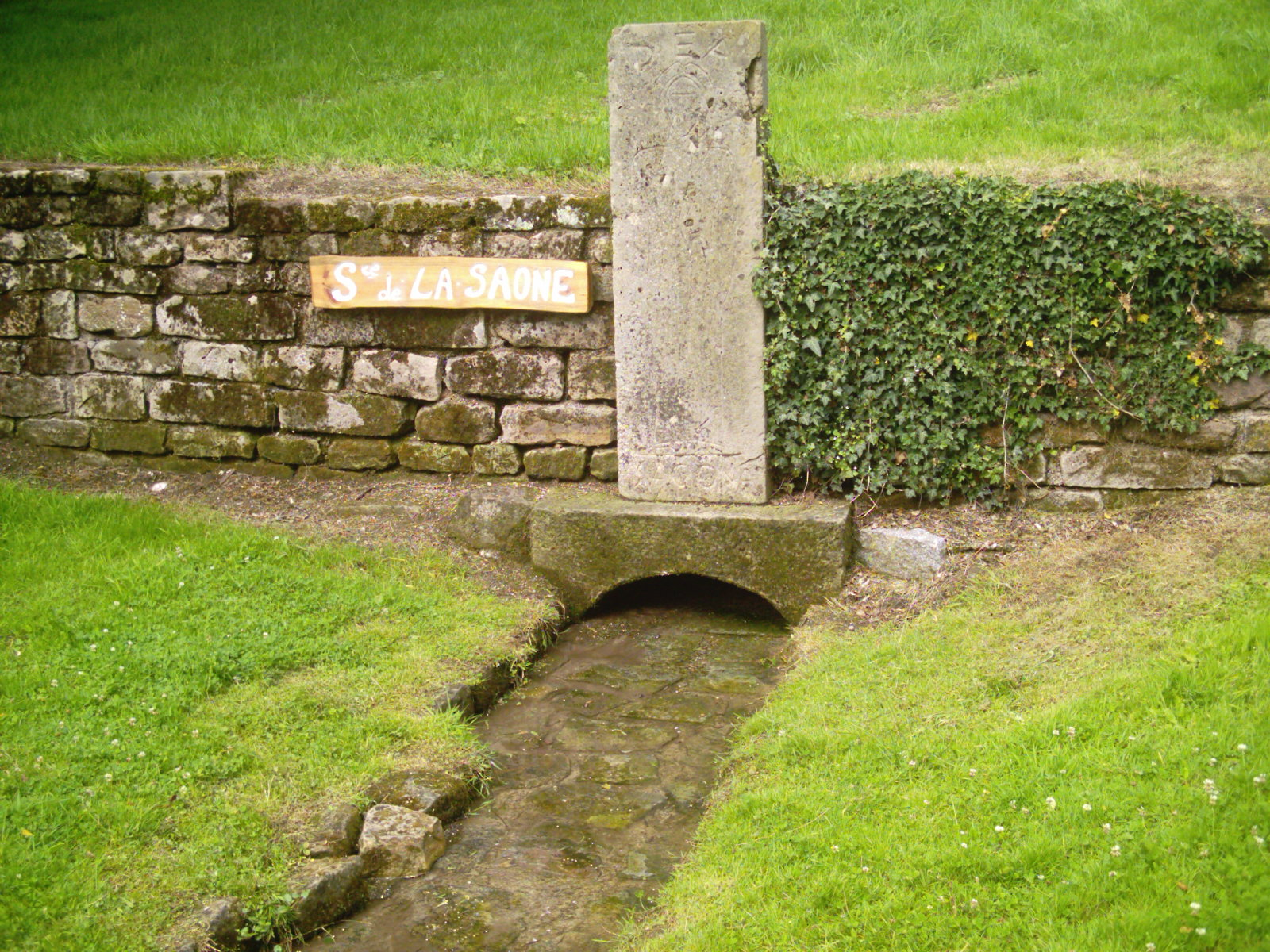
Saône-Quelle

- Kirche Saint-Barthélemy
- Saône-Quelle

## Persönlichkeiten
Der Schriftsteller Hervé Bazin (1911–1996) verbrachte seine Jugend in Vioménil. Der Platz vor dem Rathaus wurde nach ihm benannt.